# 中華民国空軍

中華民国（台湾）空軍の国籍標識

中華民国空軍（ちゅうかみんこくくうぐん、中華民國空軍、英: Republic of China Air Force, ROCAF）は中華民国国防部に属する空軍。中華民国政府の台湾への移転後は台湾の防衛が主任務で、台湾空軍とも呼ばれる。

## 歴史

### 創設期
中国に飛行機が持ち込まれたのは清末期の1909年2月21日、上海競馬場にてフランス人ルネ・バロンがソメール複葉機を操縦したことに始まる。1910年10月にはロシア人飛行家アレクサンドル・コセミンスキーが北京の天安門広場でブレリオ XIの飛行を行った。また、1911年3月には広州出身で、1909年にアメリカ合衆国で中国人初の飛行を成功させた米国籍中国人馮如が、広州の燕塘にて自作の航空機で飛行した。中国籍としては浙江省出身の厲汝燕が1911年10月17日にイギリスにてライセンスを取得した。清国政府もこうした動きを看過できず、新軍気球部隊の創設のほか、劉佐成と李寶浚に南苑に飛行機小試験廠を設置させた。
辛亥革命勃発後、黎元洪率いる湖北軍政府はエトリッヒ・タウベ2機を発注。しかし機体が届いた頃には革命は終結しており、南京臨時政府は南京衛戍司令部交通団の管轄下に初の航空隊である飛行営（営長：李寶浚）を組織する。しかし、北洋政府の成立後、飛行営は解体され、タウベは南苑に送られた。
中華民国建国後、臨時大総統に就任した袁世凱と副総統の黎元洪は、航空機と潜水艦がこれからの戦力で重要になるとするフランス人軍事顧問ジョルジュ・ブリソー＝デマイエ大佐の提案で航空隊の創設に着手。また北京に南苑航空学校を創設した。使用機はコードロン G.3およびG.4、コードロンC型などである。
1913年冬にボグド・ハーンの侵攻に呼応して内蒙古で反乱が起こると、南苑航空学校教官の潘世忠操縦、1期生生徒の呉経文偵察で「托羅蓋」にて偵察任務を行う。これが初の実戦投入となる。その後も、1914年春の白朗の反乱、1915年の陳宧の四川派遣、同年末の護国戦争（袁世凱の死により帰還）、1917年7月の張勲復辟で教官や生徒が偵察や爆撃、伝単散布に投入された。
その後、安直戦争による安徽派の失脚で南苑航空学校の人員は直隷派や奉天派に分散。各地で勢力を築いた軍閥は互いに戦闘を繰り広げたが、その中で彼らの航空戦力は偵察や爆撃に重要な役割を果たした。それに伴い、直隷派の保定航空学校、山西派の山西航空学校、奉天派の東北航空学校や山東航空学校、雲南派の雲南航空学校が開校した。
一方、孫文率いる中華革命党は、軍閥を殲滅し中華統一を果たすべく、海外華僑と協力して日本の滋賀県八日市町に中華革命党航空学校（1915年）、米国に美州航空学校（1916年）や図強飛行機公司（1919年）、カナダに中国強華飛行機学校（1919年）等の飛行学校を創設し、楊仙逸、黄秉衡、陳慶雲らパイロットの育成に着手した。また、1916年の護国戦争では中華革命党航空学校卒業生と坂本寿一、立花了観ら日本人教官9名を含む87名の人員で中華革命軍東北軍（長：居正）指揮下に「華僑義勇団飛機隊」（管理主任：胡漢堅）を結成、7月より山東省濰県城に実戦投入した。華僑義勇団飛機隊は梅屋庄吉の出資で購入したカーチス JN-4 ジェニー、J-5、モラーヌ・ソルニエ G型「翦風号」各1機1隊の3隊で構成され、宣伝ビラを撒くほか、スリーキャッスル（紙巻たばこ）の空き缶にダイナマイトを積めて投擲するという原始的な爆撃を行った。飛行機がまだ珍しかった当時、これらの北洋軍への心理的影響は大きく、4、5回の爆撃ののち北洋軍より濰県城からの撤退を条件に爆撃をやめるよう申し出を受けた。
1917年9月、広東軍政府大元帥として広州に拠点を構えた孫文は、1920年、大元帥府の下に航空局（局長：朱卓文）を設立、海外で訓練を受けたパイロットとマカオで購入した航空機を集め、第1隊（隊長：張恵長）と第2隊（隊長：陳應權）を編成し、「中山航空隊」を称した。翌1921年、孫文は62項目からなる『国防計画』を策定、うち9項目に「航空救国」と題し、航空隊の拡充、航空学校の建設によるパイロットの自主育成や飛行場、修理施設の設置を立案した。本計画に基づき1923年に飛機廠が、1924年には広東航空学校と大沙頭飛行場が設立された。またこの間、莫栄新ら旧桂系の排除（1920年）、陳炯明（1922年6月）、沈鴻英の反乱（1923年4月）で実戦投入され、爆撃、対地機銃掃射、宣伝ビラ投下などを行った。
1926年9月上旬、国民革命軍が直隷派・呉佩孚軍（討賊聯軍）の拠点であった武漢を占領すると、航空局は航空処（代理処長：張靜愚）に改編され、国民革命軍総司令部の隷属となる。一方、武漢を追われた討賊聯軍航空司令部の航空機とパイロットは孫伝芳・張宗昌連合軍（直魯連軍）に接収され、南京や上海に展開した。
しかし1927年3月、国民革命軍東路軍が上海を、同年春に国民革命軍江右軍が南京を掌握すると、接収され東路軍航空司令部と江右軍航空隊が編成された。これらの航空隊は南京・武漢国民政府の統合のちしばらくして国民革命軍総司令部航空処に編入され、中央集権化が進められた。一方、帰順を拒んだ一部のパイロットたちは張作霖軍に身を寄せた。

### 拡充期
1928年10月、全国の軍政は統一され、国民革命軍総司令部航空処は軍政部航空署に改編された。飛機隊2個と水面飛機隊1個を保有していたが、後に航空隊に改称され、5個隊に拡充された。しかし国民政府による統治はまだ不安定で、東北空軍、広西空軍など一部の有力な軍閥空軍は中央空軍に編入されず勢力を温存していた。中でも中原大戦では西北軍空軍が中央空軍と中国史上初の空中戦を展開するなど、大きな脅威となった。加えて1931年5月に陳済棠が広州国民政府（第5次広東政府）を樹立すると張恵長、黄光鋭、陳慶雲ら中山航空隊以来の古参軍人が離反して同空軍に加わるという痛手を負った。これらの私設空軍は、海外の航空専門家からは「阿片空軍」と呼ばれた。
1928年10月、国民政府は空軍兵力の中央人員を養成するため、南京の中央陸軍軍官学校内に航空隊を設立。のち杭州の筧橋に移転し「中央航空学校」を称する。教育はジョン・ジュエット元大佐率いる米国軍事顧問団が担当し、厳格な審査基準で既存パイロットも容赦なくふるいにかけられた。
第一次上海事変では、日本海軍の空母「加賀」「鳳翔」艦載機と3度の空中戦を展開。最初の空中戦では双方不慣れだったため戦果はなく、2回目はアメリカ人義勇兵のロバート・ショートが加賀航空隊の生田乃木次に撃墜されるが、3回目は石邦藩ほか1名が加賀航空隊の一三式艦上攻撃機2機を撃墜した。当時、戦闘機はV-65Cコルセアやボーイング218、爆撃機はユンカース W33やユンカース K47等を使用していた。
事変後の1932年春には8個隊にまで拡大するが、同年8月に4個に縮小。1933年、轟炸（爆撃）、駆逐、偵察の3隊が増設され、同時に航空教導総隊が編成された。
1933年、満洲事変で拠点を追われた旧東北航空の人員や器材を接収。1933年2月、航空署の全職員は空軍階級に変更。空軍階級は、例えば中校→空軍上尉、中将→空軍上校というように本来より2階級低く設定されたが、待遇自体は元の階級と変わらなかった。また航空部隊は整備され、飛行人員の一部は中央航空学校高級班で再教育を受け、一部の非軍事学校出身者は中央陸軍軍官学校で軍事訓練を受けた後、中央航空学校に送られた。
1933年、カーチス・ホークⅡ、ローニング水陸両用機、アブロ621練習機を購入するも、福州で揚陸されていたところで福建事変が起こり、19路軍に鹵獲され広東空軍の手に渡った。これらの航空機は中央空軍の空爆の際破壊されたが、多くは無傷のまま鹵獲されており、あらかじめ広東空軍の人員が中央軍に買収されていた可能性もある。翌年12月1日には陳銘枢ら中華共和国残党が中国共産党と合同で福建区第一次人民大会を開催したため、群衆に爆弾を投下した。また同時期、江西省の剿共作戦にも投入され、長征の列への偵察・空爆に活用された。朱徳の左腕に負傷を負わせたものの、決定的な損害を与えるには至らなかった。
1934年5月、航空署は航空委員会に改編され、軍政部から独立して軍事委員会直属となった。蔣介石が委員長、弁公庁主任に陳慶雲（のち周至柔）が就任し、その下に5処17科の部署が設けられた。航空隊は8個に拡大した。第1隊（隊長：邢剷非）と第2隊（隊長：王勳）は轟炸隊であり、第3隊（隊長：張有谷）、第4隊（隊長：劉義曾）、第5隊（隊長：楊亜峰）の3隊は偵察兼轟炸隊、第6隊（隊長：王伯嶽）は偵察隊、第7隊（隊長：王天祥）と第8隊（隊長：高志航）は駆逐（戦闘）隊であった。また同時期、ジュエットの米軍事顧問団に代わってシルヴィオ・スカロニ少将、ロベルト・ローディ准将ら150名からなるイタリア軍事顧問団を招聘し、イタリア式教練をベースとする洛陽分校を1936年に開校した。
1935年、第9から第14隊が編成され、それに伴い各地の飛行場が急務となった。日本軍の調査では、開戦直前の主要飛行場数は華北37、華中49、華南22、奥地32となっている。各飛行場は規模や用途、戦略ごとに区分けされており、平時に航空隊が駐留する主要都市の「第三線飛行場」、有事に爆撃機隊が出撃拠点や戦闘機隊が待機地として展開する「第二線飛行場」、そして最前線の「第一線飛行場」に区分されていた。第三線飛行場に該当する南京の大校場機場、南昌の青雲譜飛行場、漢口の王家墩飛行場、杭州の筧橋飛行場、西安の西関飛行場（1937年より）、広州の天河飛行場（1936年より）、漢中などの大型飛行場は1935年6月以降、空軍総站に指定され、航空隊の補給や修理などのバックアップ以外にも近郊の第二線、第一線飛行場の管理運営を任されるようになる。站長は主に軍閥出身の元パイロットが任ぜられ、下は少尉から始まり、総站クラスとなると少校～中校クラスがなった。第二線飛行場は信陽、玉山など、第一線飛行場は洛陽金谷園飛行場、周家口飛行場などが挙げられる。
1934年8月、筧橋飛行場近隣に中央杭州飛機製造廠を、南昌の青雲譜飛行場近隣に中央南昌飛機制造廠を設立。イタリア軍事顧問団の技術者を招聘し、指導が行われた。
また、北伐直後より国民政府は防空体制の在り方も模索しており、1932年に高射砲を輸入して高射炮班を設立。1934年1月1日に高射砲隊と人民防空研究班を合併させ筧橋に中央防空学校を設立（1935年12月に南京光華門付近に移転）、同卒業生で年内には高射砲部隊を大隊規模にまで拡充した。1934年11月12日、南京で首都防空演習が実施されると、防空網の拡充や民間団体による防護団の組織が求められる。浙江省では保安司令部会と中央航校により防空監視哨の設置が行われ、また1936年春に中央防空学校にて防護団が組織、同年秋には「各地防護団組織規則」が制定された。1935年9月より米国や英国などの投資のもと、南京や上海に無電台を設置するなど防空網の整備に取り掛かり、その設置運営は陳一白ら藍衣社系人員が中心となって行われた。また、中央航校では崔滄石らにより陸軍との連携作戦のため陸空連絡専門員の育成がなされた。同年11月には京杭鎮三市合同防空演習を実施、これをきっかけとして杭州防空司令部が設立される。日中戦争勃発（1937年）前後、各省にも防空司令部や省会防護団の設置が行われた。勃発時点では浙江省だけで防空監視哨78箇所、省会防護団は8個区団の下に32個分団、また高射砲部隊は陸軍砲兵第41団、第42団の2個団を保有していた。このため、日本軍からは航空作戦基盤は比較的整備されていたものと見られた。
1936年5月に発生した両広事変の折、藍衣社やCC団により西南派・新広西派の所有する広東、広西空軍に買収工作が行われ、両空軍のパイロットが中央空軍に多く帰順した。また、同時期に雲南や山西航空処、四川など各地に残存していた旧軍閥の私設航空隊を接収、海軍の福建及び青島海軍航空隊をも吸収したことで、中央空軍の航空戦力は1937年までに8個大隊にまで拡大した。また、航空機も刷新が図られたが、購買を担当した財政部内部の派閥闘争や前述の軍閥の急速な吸収で機種の方向性を統一できず、それぞれ軍事顧問団を招聘したアメリカ合衆国のカーチス・ホークⅢ（新ホーク）、カーチス・シュライク、B-10やP-26やイタリアのブレダ Ba.27、フィアット CR.32のほか、ドイツのハインケル He111やJu 52など様々で、合計314機であった。
開戦直前の1937年当時の編成および各隊の使用機は以下の通り。
| 大隊     | 隊長   | 副隊長                        | 任務     | 中隊                    | 隊長                    | 副隊長                  | 機種                      | 機数 | 駐屯地 |
| -------- | ------ | ----------------------------- | -------- | ----------------------- | ----------------------- | ----------------------- | ------------------------- | ---- | ------ |
| 第1大隊  | 曹文炳 | 孫仲華                        | 爆撃     | 第1中隊                 | 李賜禎                  | 田相国                  | ノースロップ・ガンマ2EC   | 9    | 南昌   |
| 第1大隊  | 曹文炳 | 孫仲華                        | 爆撃     | 第1中隊                 | 李賜禎                  | 田相国                  | フリート モデル7          | 1    | 南昌   |
| 第1大隊  | 曹文炳 | 孫仲華                        | 爆撃     | 第2中隊                 | 徐康良                  | 粛起鵬                  | ノースロップ ガンマ2EC    | 9    | 南昌   |
| 第2大隊  | 張廷孟 | 孫桐崗                        | 爆撃     | 第9中隊                 | 謝郁青（代）            | 全正喜                  | ノースロップ ガンマ2EC    | 9    | 広徳   |
| 第2大隊  | 張廷孟 | 孫桐崗                        | 爆撃     | 第11中隊                | 龔穎澄                  | 汪雨亭                  | ノースロップ ガンマ2EC    | 9    | 広徳   |
| 第2大隊  | 張廷孟 | 孫桐崗                        | 爆撃     | 第14中隊                | 黄正裕                  | 藍乗権                  | ノースロップ ガンマ2EC    | 9    | 広徳   |
| 第3大隊  | 蔣其炎 | 王天祥                        | 戦闘     | 第7中隊                 | 郝鴻藻                  | 陳有維                  | カーチス・ホークⅢ         | 9    | 句容   |
| 第3大隊  | 蔣其炎 | 王天祥                        | 戦闘     | 第8中隊                 | 王天祥                  | 梁亦権                  | ブレダ Ba.27              | 2    | 句容   |
| 第3大隊  | 蔣其炎 | 王天祥                        | 戦闘     | 第8中隊                 | 王天祥                  | 梁亦権                  | フィアット CR.32          | 3    | 句容   |
| 第3大隊  | 蔣其炎 | 王天祥                        | 戦闘     | 第17中隊                | 黄泮揚                  | 金彬偉                  | ボーイング モデル281      | 10   | 句容   |
| 第4大隊  | 高志航 | 鄧伯堅                        | 戦闘     | 第21中隊                | 李桂丹                  | 劉志漢                  | カーチス・ホークⅢ         | 10   | 周家口 |
| 第4大隊  | 高志航 | 鄧伯堅                        | 戦闘     | 第22中隊                | 黄光漢                  | 頼名湯                  | カーチス・ホークⅢ         | 9    | 周家口 |
| 第4大隊  | 高志航 | 鄧伯堅                        | 戦闘     | 第23中隊                | 毛瀛初                  | 李克元                  | カーチス・ホークⅢ         | 9    | 周家口 |
| 第4大隊  | 高志航 | 鄧伯堅                        | 戦闘     | 第23中隊                | 毛瀛初                  | 李克元                  | フォッケウルフ Fw 44      | 1    | 周家口 |
| 第5大隊  | 丁紀徐 | 馬庭槐                        | 戦闘     | 第24中隊                | 劉粋剛                  | 梁鴻雲                  | カーチス・ホークⅢ         | 10   | 楊州   |
| 第5大隊  | 丁紀徐 | 馬庭槐                        | 戦闘     | 第25中隊                | 胡庄如                  | 董明徳                  | カーチス・ホークⅢ         | 9    | 楊州   |
| 第5大隊  | 丁紀徐 | 馬庭槐                        | 戦闘     | 第28中隊                | 陳其光                  | 陳瑞鈿                  | カーチス・ホークⅡ         | 9    | 楊州   |
| 第5大隊  | 丁紀徐 | 馬庭槐                        | 戦闘     | 第28中隊                | 陳其光                  | 陳瑞鈿                  | フォッケウルフ Fw 44      | 1    | 楊州   |
| 第6大隊  | 陳棲霞 | 李懐民                        | 偵察     | 第3中隊                 | 孫省三                  | 彭亜秀                  | ダグラス O-2MC            | 9    | 杭州   |
| 第6大隊  | 陳棲霞 | 李懐民                        | 偵察     | 第4中隊                 | 譚以徳                  |                         | ダグラス O-2MC            | 9    | 南京   |
| 第6大隊  | 陳棲霞 | 李懐民                        | 偵察     | 第4中隊                 | 譚以徳                  | デ・ハビランド DH.60    | 2                         | 杭州 |        |
| 第6大隊  | 陳棲霞 | 李懐民                        | 偵察     | 第5中隊                 | 蕭五韶                  |                         | ダグラス O-2MC            | 杭州 | 9      |
| 第6大隊  | 陳棲霞 | 李懐民                        | 偵察     | 第15中隊                | 黄志剛                  | 余平恩                  | フィアット CR.32          | 9    | 南京   |
| 第6大隊  | 陳棲霞 | 李懐民                        | 偵察     | 第15中隊                | 黄志剛                  | 余平恩                  | カプロニ Ca.111           | 7    | 南京   |
| 第7大隊  | 譚寿   | 楊亜峰                        | 偵察     | 第6中隊                 | 金雯                    | 范伯超                  | チャンス・ヴォートO3U-2   | 9    | 西安   |
| 第7大隊  | 譚寿   | 楊亜峰                        | 偵察     | 第12中隊                | 安家駒                  | 沈延世                  | チャンス・ヴォートO3U-2   | 9    | 西安   |
| 第7大隊  | 譚寿   | 楊亜峰                        | 偵察     | 第16中隊                | 楊鴻鼎                  | 王平                    | チャンス・ヴォートO3U-2   | 9    | 西安   |
| 第8大隊  | 謝莽   |                               | 爆撃     | 第10中隊                | 張之珍                  | 韓錫倫                  | ダグラス O-2MC            | 6    | 南昌   |
| 第8大隊  | 謝莽   | サヴォイア・マルケッティ S.72 | 爆撃     | 第10中隊                | 張之珍                  | 韓錫倫                  | 6                         |      | 南昌   |
| 第8大隊  | 謝莽   | 第19中隊                      | 爆撃     | 黄普倫                  |                         | ハインケル He111        | 6                         |      | 南昌   |
| 第8大隊  | 謝莽   | 第30中隊                      | 爆撃     | 石友信                  | 李忠儂                  | マーチン 139W           | 6                         |      | 南昌   |
| 第9大隊  | 劉超然 | 張仲華                        | 攻撃     | 第26中隊                | 王漢勲                  | 唐元良                  | カーチス・A-12 シュライク | 10   | 広徳   |
| 第9大隊  | 劉超然 | 張仲華                        | 攻撃     | 第27中隊                | 孟広倍                  | 張旭夫                  | カーチスA-12シュライク    | 10   | 広徳   |
| 独立中隊 |        |                               | 偵察     | 第13中隊                | 李逸儕                  | 李英茂                  | Bre.273                   | 8    | 徐州   |
| 独立中隊 | 偵察   | 第18中隊                      | 楊一白   |                         | ダグラス O-2MC          | 9                       | 広州                      |      |        |
| 独立中隊 | 偵察   | 第18中隊                      | 楊一白   | チャンス・ヴォートO3U-2 | 6                       |                         | 広州                      |      |        |
| 独立中隊 | 偵察   | 第20中隊                      | 敖源清   | 容章炳                  | チャンス・ヴォートO3U-2 | 9                       | 漢口                      |      |        |
| 独立中隊 | 戦闘   | 第29中隊                      | 何經渭   | 鄧伯強                  | カーチス・ホークⅢ       | 9                       | 広州                      |      |        |
| 独立中隊 | 戦闘   | 第29中隊                      | 何經渭   | 鄧伯強                  | カーチス・ホークⅡ       | 3                       | 広州                      |      |        |
| 独立中隊 | 偵察   | 第31中隊                      | 鄧顕綱   | 陳晉                    | ダグラス O-2MC          | 9                       | 西安                      |      |        |
| 独立中隊 | 戦闘   | 第32中隊                      | 張伯寿   | 韋一青                  | 九一式戦闘機            | 9                       | 南寧                      |      |        |
| 独立中隊 | 爆撃   | 第34中隊                      | 鄧堤     |                         | ウェストランド ワピチ   | 9                       | 桂林                      |      |        |
| 暫編大隊 | 陳有雄 |                               | 連絡     | 第32中隊                | ?                       | 徐卓元                  | ダグラス O-2MC            | 25   | 嘉興   |
| 暫編大隊 | 陳有雄 | 戦闘                          | 第34中隊 | 周庭芳                  |                         | カーチス・ホークⅡ       |                           | 25   | 嘉興   |
| 暫編大隊 | 陳有雄 | 偵察                          | 第35中隊 | 許思廉                  |                         | チャンス・ヴォートO3U-2 |                           | 25   | 嘉興   |

### 日中戦争

#### 開戦初期（1937～1938年）
日中戦争（支那事変/抗日戦争）勃発後の1937年8月14日、高志航率いる第4大隊の新ホークが杭州への渡洋爆撃を行った九六式陸攻を迎撃し、うち3機を撃墜（八一四空戦）。この出来事は戦後「空軍節」として長らく記憶されることとなる。戦闘機隊はその後も度々陸攻に痛手を負わせ、特に日本海軍内部でも巻き起こっていた戦闘機無用論を大きく改めさせることとなった。また、1938年5月19日には徐煥昇率いる第14大隊のB-10が九州に飛来し、鹿地亘の作成した反戦ビラを散布した。しかし、これらの航空機の供給源となっていた米国は日本との対外関係悪化を危惧。同じくイタリアも3月までに軍事顧問団を撤収させ、中国は閉塞状態となっていた。そんな中、中ソ不可侵条約によりSBやI-15、I-16などのソ連機が大量供給され、南京・武漢空中戦などで戦果を挙げた。
また、スペイン内戦経験者も多く構成されたソ連空軍志願隊が派遣され、中国空軍戦闘機隊との共同作戦の他、台湾・松山飛行場への爆撃に成功している。この他の外国人義勇部隊として、スペイン内戦経験者のヴィンセント・シュミットを隊長とする国際第14大隊が編成され（使用機はヴァルティV-11、ノースロップ YA-13）、1937年5月に顧問となった元米陸軍パイロットのクレア・リー・シェンノートの指揮下に置かれたほか、フランスからの義勇兵で編成された第41中隊（使用機はD.510）があるが、いずれも特にめぼしい戦果を挙げられず消滅、機体は中国空軍に接収された。
この他、米国製のカーチスホーク75M、英国製のグロスター グラディエーターを一部の部隊が使用している。

#### 暗黒時代（1939～1940年）
しかしこの間、南京、武漢、杭州、南昌、広州といった沿岸部が日本軍の攻撃により陥落。また、高志航、劉粋剛、李桂丹、楽以琴など初期に活躍したエースパイロットも次々と命を落としていった。中国空軍は国民政府とともに奥地に逃れ、梁山飛行場、重慶白市駅飛行場、懐化芷江飛行場などを拠点とし防御に努めたが、次第に物量的に圧倒されることとなる。加えて、零式艦上戦闘機の登場とソ連の支援終結は中国空軍に大打撃を加えた。同時期に行われた重慶爆撃など奥地への空爆に対しては奥田喜久司大佐乗機の撃墜など多少の戦果はあったものの、「積極防空」を果たすほどの力はなかった。消耗した中国空軍は日本軍の戦闘機との戦闘を避けざるを得なくなり、この時期は中国空軍の「避戦時期」「暗黒時代」と呼称される。
この間、1939年夏に戦闘機としてカーチス・ライト CW-21、輸送機としてビーチクラフト D17Rとデ・ハビランド DH.89を少数導入している。

#### 米国の参戦（1941～1945年）
こうした状況を打開するべく、シェンノートは米本国に戦闘支援の交渉に赴く。米国政府は対ドイツ戦重視の観点から最初は中国支援に冷淡であったが、最終的にフランクリン・ルーズベルト大統領が動き、支持獲得に漕ぎ付けた。1941年3月のレンドリース法成立後にアメリカから供与されたP-40で日本陸海軍に挑んだ。また、シェンノートの手で同年8月に米陸軍航空隊出身者で義勇軍部隊「フライング・タイガース」が創設され、戦力を補った。
日本軍による真珠湾攻撃後、第二次世界大戦に正式に参戦した米国は日独と直接戦うとともに、中国への支援に本格的に乗り出した。フライング・タイガースに代わり、正規軍として第10航空隊第23戦闘機大隊（中華特遣隊）、中国航空機動部隊（CATF）が設立される。1943年3月には、蔣介石とシェンノートの要求で昆明に第14航空隊が設立。更に11月には中国空軍と第14航空隊との合同組織として中美混合空軍団（CACW）が創設された。中国空軍は、新飛行士の育成や米国留学による再訓練で実力を回復させ、日本軍施設の空爆や連合軍の対地支援に大きな役割を果たした。
また、末期には、成都はB-29による日本本土空襲の拠点となった（八幡空襲など）。

### 第二次世界大戦後
第二次世界大戦終結後は米国から供与されたP-38やP-51を運用し、共産党を相手に国共内戦を戦った。当時、共産党空軍はまだ航空戦力が乏しかったため対地攻撃が主で、東北民主連軍航空学校の練習機を破壊したり、共産党に寝返った巡洋艦「重慶号」を使用不能に追い込んだりするなどの功績を挙げた。たが、米国大統領ハリー・トルーマンが中華民国軍への支援縮小を決定したために支援が減少し、共産党の人海戦術に圧倒されて敗北。中華民国政府とともに台湾へ移動する。また、蔣経国が蔣介石の度重なる催促を受け、1949年1月に突貫工事で完成させた舟山群島の定海飛行場を拠点として、上海付近からの湯恩伯系部隊の撤退を支援した。
3軍の中では遷台を早期に完了させたため、陸海軍のような部隊単位での反乱は起こらなかったが、パイロットが飛行機に乗って共産党に寝返る事件が戦後～1949年までの間に27件起こった（中華民国国軍と人民解放軍間の空軍機脱走事件）。1950年以降、上海の発電施設等に空爆を行ったが、民間人も多く犠牲になったとされる（上海空戦）。
1949年以降の冷戦時代には、中華民国空軍の航空機は台湾海峡の両岸を巡航し、中国人民解放軍空軍と何度も戦った。 この時期、中華民国空軍はアメリカ合衆国からF-86、F-100、F-101、F-104など多くの装備を支援として受け取った。中華民国空軍はまた、アメリカ合衆国が技術をテストするためのプラットフォームとなり、史上初めて空対空ミサイルを使用して敵機を撃墜することに成功した。この時期、中華民国空軍はアメリカ空軍やCIAとも協力し、U-2偵察機を運用する黒猫中隊を含め、中国大陸への偵察、空挺降下、空挺任務を行った。 黒猫中隊は在任中に220回の任務を遂行したが、そのうち102回は中国大陸での任務で、5機が任務中に失われた。
1960年代までは「大陸反攻」を前提とした編制を行ってきた。しかし、本格的な上陸侵攻能力に乏しい海軍が悩みの種であり、そのため空軍はより守勢な形での防空を主任務とせざるを得なかった。その後、U-2撃墜事件でアメリカ空軍のU-2が本国帰還を余儀なくされる一方で、供与されたU-2を運用して中国本土を偵察する黒猫中隊が編成され、1970年代には超音速戦闘機であるF-104がアメリカより供与されるなど、空軍として充実した体制を整えた。
1967年11月、中華民国空軍はベトナム戦争で米国とベトナム共和国を支援するため、密かに輸送分遣隊を編成した。 この分遣隊は第34空軍中隊を使用して編成され、2機のC-123輸送機、7人のパイロットと2人の乗組員を配備していた。 部隊の任務は輸送、空中投下、電子偵察で、黒蝙蝠中隊から南ベトナムへの支援を行った。部隊は17人のパイロットを含む合計25人の人員を失い、3機の航空機も行方不明となった。
しかし、中華民国の国連議席喪失、1979年の米中国交樹立などもあり台湾は国際的孤立を深め、そのため装備面では旧式の航空機を闇市場で武器商人から通常の3-4倍もの高価格で調達せねばならないといった苦境も味わった。
1979年から「大砂漠作戦（中国語：大漠計畫）」として知られるサウジアラビアでの機密軍事援助作戦を展開開始した。 この作戦では、毎年約100人の現役パイロットと地上隊員がサウジアラビア兵としてイエメン共和国を支援した。 この作戦は、イエメン統一と中華民国がサウジアラビアとの国交を断絶する1990年まで続いた。

### 1990年代以降
国際政治と地域戦略の変化により、中華民国空軍の主な任務は台湾の海上空域の制空権を守り、中華民国の災害救援・救助任務に参加することに次第に変わってきた。 中華民国空軍は、2004年のスマトラ島沖地震、2010年のハイチ地震、2013年の台風ハイエン災害など、数多くの国際的人道支援にも参加している。
1990年代以降は、最新鋭のAMRAAM空対空ミサイルを装備するF-16戦闘機や、E-2早期警戒機が米国から、ミラージュ2000戦闘機がフランスから供与されるなど、ある程度の近代化も図られたほか、F-CK-1の開発により戦闘機の国産化を実現した。

### 現状
現在の中華民国空軍では、アメリカ製やフランス製をはじめ規格の異なる多種類の機体を運用することによるコストの増大や整備の煩雑さ、また人手不足が稼働率を脅かす課題となっている。大量の第4世代ジェット戦闘機に加え、近未来の戦闘機といわれる第5世代ジェット戦闘機の開発を敢行して急速な近代化を進める中国人民解放軍空軍への対策も急務である。諸外国が有する空軍力の指標である第4・5世代ジェット戦闘機の数では、台湾は2006年前後に人民解放軍に追いつかれ、2008年前後には追い抜かれており、2022年時点では台湾軍の323機に対し、人民解放軍は1,270機と大きな格差を付けられている。
質量ともに拡大しつつある格差への対策として、中華民国空軍は2011年から向こう10年前後の時間をかけて人民解放軍に対する対抗措置を実施することとなった。具体的には、空軍のレーダーサイト1か所において弾道ミサイル早期警戒システム（アメリカ製フェーズドアレイレーダー）を1基導入し、2012年に導入された直後には、同年12月に北朝鮮がフィリピン東方沖の太平洋に向けて発射した「飛翔体」が1段目と2段目のブースターを分離しながら飛んだ様子をレーダーで確認した。また、F-16が装備するAMRAAMミサイルの能力を最大限に発揮するための機材として、AESAと電子戦関連機器をアメリカから輸入すると共に、66機のF-16C/Dを輸入する。空軍の地対空ミサイル部隊への指揮命令系統の改善を通じて、空軍力の向上も図られる。
中華人民共和国は、台湾に対する兵器や軍事技術の移転に反対しているが、2010年代後半から激化している米中対立を背景に、米国政府はF-16のF-16Vへのアップグレードに協力しており、2021年11月18日に記念式典が開かれた。
先制攻撃により基地の滑走路が使用不可能となることを想定し、幹線道路の直線区間を代替滑走路とする離着陸訓練が行われている。2021年9月の演習では、E-2K早期警戒機、F-16V戦闘機、F-CK-1戦闘機、ミラージュ2000-5戦闘機が訓練を実施した。

## 組織
空軍の作戦、戦力維持の責任は、空軍総司令部にあり、下位の司令部（米英空軍のコマンド、日本航空自衛隊に集団に相当する）全てに、監督権を持つ。傘下の指揮部には 空軍作戰指揮部、防空暨飛彈指揮部、教育訓練暨準則發展指揮部、空軍保修指揮部等がある。2008年時点、45,000人が所属。主に防空任務を担当する。主な作戦単位は、以下に書す。
- 1個作戰司令部
  - 7個戦術航空団（台湾軍での名称:戦術戦闘機聯隊）
  - 1個訓練指揮部（台湾軍での名称:空軍飛行訓練指揮部）
  - 1個輸送対潜航空団（上記と同じ:運兵反潜混合聯隊）
  - 1個戦術指揮団 (台湾軍での名称:空軍戰術管制聯隊)
  - 1個通信管制団(台湾軍での名称:空軍通信航管資訊聯隊)
  - 1個気象団(台湾軍での名称:空軍氣象聯隊)
- 1個防空ミサイル軍団（台湾軍での名称:防空暨飛彈指揮部)
  - 5個旅団
- 1個教育訓練&準則司令部（（台湾軍での名称:教育訓練暨準則發展指揮部)

台湾空軍では、1航空団は3個飛行群（台湾軍での名称:大隊）、3個飛行群は9個飛行中隊という3個単位で編制される。航空機の定数は1個飛行隊で20機と定められている。3個飛行隊に基地警備、補給、対空部隊を指揮する部隊を統合し、聯隊となるようになっている。

### 編制
松山空港 - 滑走路2,605m。
- 空軍松山基地指揮部
  - 專機隊 - B-1900C 11機、フォッカー 50 3機、ボーイング737-800 1機

新竹南寮飛行場 - 滑走路3,600m。
- 第2戦術戦闘航空団
  - 第41戦闘機作戦隊 - ミラージュ2000-5EI/DI
  - 第42戦闘機作戦隊 - ミラージュ2000-5EI/DI
  - 第48戦闘機換装訓練隊 - ミラージュ2000-5EI/DI

嘉義（水上）飛行場 - 滑走路3,335m。
- 第4戦術戦闘航空団
  - 第21戦闘機作戦隊 - F-16AM/BM(V) Block20
  - 第22戦闘機作戦隊 - F-16AM/BM(V) Block20
  - 第23戦闘機作戦隊 - F-16AM/BM(V) Block20
  - 空軍救護隊 - S-70C-6(2)、UH-60M(14)、EC225(3)

台中清泉崗基地 - 滑走路3,600m。
- 第3戦術戦闘航空団
  - 第7戦闘機作戦隊 - F-CK-1C/D
  - 第28戦闘機作戦隊 - F-CK-1C/D
  - 測試および評価中隊 - F-CK-1C/D

岡山基地 - 滑走路2,350m。主として飛行訓練指揮部が使用。
- 飛行訓練指揮部
  - 基礎訓練組 - T-34C
  - 戰鬥訓練組 - AT-3（同教官による曲技飛行隊「サンダー・タイガース」が編成）
  - 空運訓練組 - B-1900C

台南基地 - 滑走路3,356m。
- 第1戦術戦闘航空団
  - 第1戦闘機作戦隊 - F-CK-1C/D
  - 第3戦闘機作戦隊 - F-CK-1C/D
  - 第9戦闘機作戦隊 - F-CK-1C/D

屏東飛行場 - 滑走路2,400m。
- 第6戦術混成航空団
  - 第10輸送飛行群
    - 第101中隊 - C-130H
    - 第102中隊 - C-130H

  - 第20電戦飛行群
    - 第2早期警戒中隊 - E-2K
    - 第6電戦中隊 - C-130HE

  - 対潜飛行群
    - 第33中隊 - P-3C
    - 第34中隊 - P-3C

台東（志航）基地
- 第7戦術混成航空団
  - 第44戦闘機中隊 - F-5E/F
  - 第45戦闘機中隊 - F-5E/F
  - 第46戦闘機中隊 - F-5E/F
- 飛行訓練指揮部
  - 部隊訓練組 - T-5A

花蓮 飛行場 - 滑走路2,700m。
- 第5戦術混成航空団
  - 第17戦闘機作戦隊 - F-16AM/BM(V) Block20（アグレッサー部隊）
  - 第26戦闘機作戦隊 - F-16AM/BM(V) Block20
  - 第27戦闘機作戦隊 - F-16AM/BM(V) Block20
  - 第12偵察作戦隊 - F-16AM/BM(V) Block20、RF-5E、F-5F

佳山基地 - 滑走路2,500m。
- 空軍教育訓練暨準則發展指揮部，司令官中將
  - 空軍航空技術学院
  - 測評戦研センター
  - 基地訓練指揮部
  - 戦術訓練センター
  - 防空砲兵訓練センター

澎湖馬公基地 - 滑走路3,000m。
- 主として第1戦術戦闘航空団&第3戦術戦闘航空団共同管理使用

空軍防空ミサイル司令部は、5個防砲旅団を管轄しており、総力は約11,000人。司令官は中將が務める。
- 空軍防空砲兵作戦管制センター
- 総合整備工場
- 空軍ミサイル第791旅団
  - 第641ミサイル大隊(雄風IIE型巡航ミサイル)
  - 第642ミサイル大隊(雄風IIE型巡航ミサイル)
  - 第643ミサイル大隊(雄風IIE型巡航ミサイル)
- 空軍防空第792旅団
  - 第303高射砲兵大隊(スカイガード防空システム)
  - 第304高射砲兵大隊(スカイガード防空システム)
  - 第613ミサイル大隊(天弓3型防空システム)
  - 第615ミサイル大隊(天弓3型防空システム)
  - 統合整備第2工場
- 空軍防空第793旅団
  - 第501高射砲兵大隊(T-82T 2連装高射機関砲+捷羚防空システム)
  - 第611ミサイル大隊(天弓2型防空システム)
  - 第614ミサイル大隊(天弓3型防空システム)
  - 第616ミサイル大隊(天弓3型防空システム)
  - 第631ミサイル大隊(パトリオットミサイル)
  - 統合整備第3工場
- 空軍防空第794旅団
  - 第502高射砲兵大隊(T-82T 2連装高射機関砲+捷羚防空システム)
  - 第612ミサイル大隊(天弓2型防空システム)
  - 第632ミサイル大隊(パトリオットミサイル)
  - 統合整備第4工場
- 空軍防空第795旅団
  - 第301高射砲兵大隊(スカイガード防空システム)
  - 第302高射砲兵大隊(スカイガード防空システム)
  - 第633ミサイル大隊(パトリオットミサイル)
  - 統合整備第1工場

## 現役装備

### 航空機[80]
| 分類       | 機種                   | 画像 | 製造国           | 現有  | 備考 |
| ---------- | ---------------------- | ---- | ---------------- | ----- | --- |
| 戦闘機     | F-16AM/BM(V) Block20   |      | アメリカ合衆国   | 140機 | 10機喪失、さらに14機が訓練のために米国に駐留した。                                                               |
| 戦闘機     | F-16C/D Block 70       | N/A  | アメリカ合衆国   | 66機  | 66機が調達中で、F-16Cが56機、F-16Dが10機、2024年に納入開始予定。                                                 |
| 戦闘機     | ミラージュ2000-5EI/DI  |      | フランス         | 53機  | 7機喪失 |
| 戦闘機     | F-CK-1C/D 經國         |      | 中華民国（台湾） | 129機 | 4機喪失 |
| 戦闘機     | F-5E/FタイガーII       |      | アメリカ合衆国   | 38機  | E型11機、F型27機、当初は戦闘機前段階練習用だったが、2023年11月に戦備解除、2024年に退役予定、T-BE5Aに置き換わる。 |
| 偵察機     | RF-16AM/BM(V) Block20  |      | アメリカ合衆国   | 3機   | 既存のF-16からランダムに3機が再配置され、AN/VDS-5 LOROP-EO偵察ポッドを搭載した偵察機として使用される。           |
| 偵察機     | RF-5E タイガーゲイザー |      | シンガポール     | 5機   | F-5Eに改修されて以来、当初は7機あったが、事故により2機が失われた。 残りの機体は2024-2025年に退役する予定である。 |
| 早期警戒機 | E-2K ホークアイ        |      | アメリカ合衆国   | 5機   | 1機事故喪失 |
| 対潜哨戒機 | P-3C オライオン        |      | アメリカ合衆国   | 12機  | |
| 電子戦機   | C-130HE                | N/A  | アメリカ合衆国   | 1機   | 別名「天干」「ファラオ」とも呼ばれる。                                                                           |
| 輸送機     | C-130H ハーキュリーズ  |      | アメリカ合衆国   | 19機  | 1機事故喪失、アップグレードと寿命延長は2025年から2030年にかけて行われる予定だ。                                  |
| 輸送機     | フォッカー 50          |      | オランダ         | 3機   | 人員輸送機 |
| 輸送機     | ビーチクラフト 1900C   |      | アメリカ合衆国   | 11機  | 人員輸送機、1機飛行点検機                                                                                        |
| 輸送機     | ボーイング737          |      | アメリカ合衆国   | 1機   | 政府専用機 |
| 回転翼機   | シコルスキーS-70C-6    |      | アメリカ合衆国   | 2機   | 当初の16機（S-70C-1 13機、S-70C-6 3機）のうち、S-70C-1は2020年に退役し、S-70C-6 1機は予備機として退役した。      |
| 回転翼機   | ユーロコプター EC 225  |      | フランス         | 3機   | |
| 回転翼機   | UH-60 ブラックホーク   |      | アメリカ合衆国   | 14機  | 1機事故喪失 |
| 練習機     | AIDC T-5               |      | 中華民国（台湾） | 36機  | 量產66機予定 |
| 練習機     | AT-3                   |      | 中華民国（台湾） | 46機  | 14機事故喪失、将来的にはT-BE5Aに置き換わる予定である。                                                           |
| 練習機     | T-34C メンター         |      | アメリカ合衆国   | 40機  | 9機事故喪失 |
| 無人機     | 騰雲無人航空機システム |      | 中華民国（台湾） | 5機   | 実験運用中、12機から20機が調達される見込みである。                                                               |
| 無人機     | MQ-9Bシーガーディアン  |      | アメリカ合衆国   | 4機   | 調達中、2027年8月11日までに納入完了予定                                                                          |

### 空用弾薬類
- AAM
  - AIM-9P-5/AIM-9M Sidewinder
  - AIM-9X Sidewinder II
  - AIM-120C-5/7 AMRAAM
  - AIM-120D(C-8) AMRAAM
  - R-550 Magic 2
  - Mica EM
  - Mica RF
  - 天剣1型
  - 天剣2型

- ASM
  - AGM-65B/G/G2 Maverick
  - AGM-154C JSOW
  - AGM-84H SLAM-ER

- AShM
  - AGM-84L ハープーン

- ARM
  - 天剣IIA
  - AGM-88F HCSM

- ALCM
  - 万剣

- BOMBS
  - Mk.82
  - Mk 82SE
  - Mk 84
  - GBU-38/B JDAM
  - GBU-54 LJDAM
  - GBU-10 PavewayII
  - GBU-12 PavewayII
  - GBU-24 PavewayIII
  - Mk 20 ロックアイ II

- PODS
  - AN/VDS-5 LOROP-EO RECCEPOD
  - MS-110 RECCEPOD
  - AN/ALQ-184(V)7 ECM POD
  - AN/AAQ-33 SNIPERPOD
  - LANTIRN
  - Legion IRST POD
  - ASTAC ELINT POD
  - CC630 GUN POD

### 防空装備
| 型別                                  | 画像 | 製造国           | 現有 | 備考 |
| ------------------------------------- | ---- | ---------------- | ---- | --- |
| パトリオット防空システム              |      | アメリカ合衆国   | 9    | PAC-2 GEM、PAC-3、PAC-3 MSE混合構成。 |
| 天弓I型防空システム                   |      | 中華民国（台湾） | N/A  | |
| 天弓II型防空システム                  |      | 中華民国（台湾） | 12   | |
| 天弓III型防空システム                 |      | 中華民国（台湾） | 12   | 射高70kmの天弓III強弓I型はIOT&Eに合格し、まもなく量産されて基本型と一緒に運用される予定であり、射高100kmの天弓III強弓II型は開発中である。                                                                                |
| 天弓IV型防空システム                  |      | 中華民国（台湾） | N/A  | |
| スカイガードレーダー                  |      | スイス           | 24   | 1980年代には、スカイガードレーダー24両とGDF-003が50基購入され。 |
| スカイガード防空システム              |      | スイス           | 50   | 1980年代には、スカイガードレーダー24両とGDF-003が50基購入され、2009年-2012年には天武VII号計画のもと、AHEAD対応のGDF-006にアップグレードされ、将来的には新たに取得したNASAMS II/IIIと組み合わせて使用される可能性がある。 |
| スカイガード (RIM-7M シースパロー）」 |      | アメリカ合衆国   | 12   | 1991年には、主に基地防空用として4連装RIM-7F発射機12基がアメリカから導入され、ミサイルのアップグレードが困難なため、新たに購入したNASAMS II/IIIに置き換える予定である。                                                   |
| 捷羚防空システム                      |      | 中華民国（台湾） | 24   | 現在、T-82T 2連装高射機関砲と混合構成されている。 |
| T-82T 2連装高射機関砲                 |      | 中華民国（台湾） | 24   | 現在、捷羚防空システムと混合構成されている。 |
| ファランクス CIWS                     |      | アメリカ合衆国   | N/A  | 1990年から2000年にかけて、少数の艦載CIWSが簡単な改造され、巡航ミサイル、対レーダーミサイル、航空目標に対する防空を行うために空軍のレーダーサイトに配備された。                                                           |

### レーダー
| 型別           | 画像 | 製造国         | 現有 | 備考                           |
| -------------- | ---- | -------------- | ---- | ------------------------------ |
| AN/TPS/FPS-117 |      | アメリカ合衆国 | 11   | 4台がAN/FPS-117                |
| AN/TPS-75      |      | アメリカ合衆国 | N/A  | AN/TPS-43Fからのアップグレード |
| PAVE PAWS      |      | アメリカ合衆国 | 1    |                                |

### 戦術兵器
| 型別                                    | 製造国           | 現有  | 注釈 |
| --------------------------------------- | ---------------- | ----- | --- |
| 雄風IIE型/雄昇(HF-2E)地対地巡航ミサイル | 中華民国（台湾） | N/A   | 雄風II対艦ミサイルから派生した地対地巡航ミサイル，基本型(A型)射程600-800 km，增程型(B型)射程1,000-1,200 km。 |
| 天弓IIS型/天戟(TK-2S)短距離弾道ミサイル | 中華民国（台湾） | N/A   | 天弓II型から派生した第1世代短距離弾道ミサイルシステム，射程300 km。 通常、天弓II型との混合構成となる。       |
| 天弓IIB型/天鶚(TK-2B)短距離弾道ミサイル | 中華民国（台湾） | N/A   | 天弓II型から派生した第2世代短距離弾道ミサイルシステム，射程500 km。 通常、天弓II型との混合構成となる。       |
| 雲峰/擎天極超音速地対地巡航ミサイル     | 中華民国（台湾） | N/A   | 雄風III対艦超音速ミサイルから派生した地対地巡航ミサイル，最高マッハ6、射程は1,200～2,000km。                 |
| 劍翔無人攻撃機 (徘徊型兵器)             | 中華民国（台湾） | 200機 | 量產中、対レーダー自殺ドローンは、「標的機」と「攻撃機」の2種類に分類できる。                                |

## 裝備の歴史
種別並びに記号は『ミリタリーバランス』各号に依るため、公称類別と異なることに留意。
表中の「○」は配備情報のみで数量記載なし、「ε」は概数、「+」は記載数以上の保有を意味する。

### 固定翼機
| 種別       | 種別             | 1961 | 1970 | 1980 | 1990 | 2000 | 2005 | 2010 | 2015 | 2020 | 2021 | 2022 | 2023 | 2024 |
| 計         | 計               | ε500 | 413  | 710  | 504  | 735  | 479  | 477  | 485  | 479  | 478  | 474  | 471  | 430  |
| 戦闘機     | 計               | -    | 373  | 359+ | 444  | 456  | 293  | 291  | 288  | 281  | 280  | 216  | 215  | 97   |
| ---------- | ---------------- | ---- | ---- | ---- | ---- | ---- | ---- | ---- | ---- | ---- | ---- | ---- | ---- | ---- |
| 戦闘機     | F-86F            | ○    | 150  | -    | -    | -    | -    | -    | -    | -    | -    | -    | -    | -    |
| 戦闘機     | F-100A/F         | ○    | 90   | 90   | -    | -    | -    | -    | -    | -    | -    | -    | -    | -    |
| 戦闘機     | F-104D           | ○    | 18   | 6    | 8    | -    | -    | -    | -    | -    | -    | -    | -    | -    |
| 戦闘機     | F-104G           | ○    | 45   | 63   | 120  | -    | -    | -    | -    | -    | -    | -    | -    | -    |
| 戦闘機     | TF-104G          | -    | -    | 9    | 33   | -    | -    | -    | -    | -    | -    | -    | -    |      |
| 戦闘機     | F-5A             | -    | 70   | -    | -    | -    | -    | -    | -    | -    | -    | -    | -    | -    |
| 戦闘機     | F-5B             | -    | -    | ○    | 8    | 7    | -    | -    | -    | -    | -    | -    | -    | -    |
| 戦闘機     | F-5E             | -    | -    | 200  | 220  | 213  | 90   | 88   | 87   | 87   | 86   | 84   | 84   | 16   |
| 戦闘機     | F-5F             | -    | -    | ○    | 55   | 52   | 90   | 88   | 87   | 87   | 86   | 84   | 84   | 27   |
| 戦闘機     | F-16A/B Block 20 | -    | -    | -    | -    | 126  | 146  | 146  | 145  | 139  | 139  | 77   | 77   | -    |
| 戦闘機     | Mirage2000-5DI   | -    | -    | -    | -    | 11   | 10   | 10   | 9    | 9    | 9    | 9    | 9    | 9    |
| 戦闘機     | Mirage2000-5EI   | -    | -    | -    | -    | 47   | 47   | 47   | 47   | 46   | 46   | 46   | 45   | 45   |
| 戦闘機     | 計               | -    | -    | -    | -    | 128  | 128  | 128  | 128  | 131  | 131  | 191  | 190  | 267  |
| 戦闘機     | F-CK-1C/D        | -    | -    | -    | -    | 128  | 128  | 128  | 128  | 127  | 127  | 127  | 127  | 127  |
| 戦闘機     | F-16AM(V)        | -    | -    | -    | -    | -    | -    | -    | -    | 4    | 4    | 64   | 63   | 110  |
| 戦闘機     | F-16BM(V)        | -    | -    | -    | -    | -    | -    | -    | -    | 4    | 4    | 64   | 63   | 30   |
| 哨戒機     | 計               | -    | -    | 34   | 27   | -    | -    | -    | 15   | 12   | 12   | 12   | 12   | 12   |
| 哨戒機     | S-2A             | -    | 10   | 9    | -    | -    | -    | -    | -    | -    | -    | -    | -    | -    |
| 哨戒機     | S-2E             | -    | -    | 18   | -    | -    | -    | -    | -    | -    | -    | -    | -    | -    |
| 哨戒機     | S-2G             | -    | -    | 7    | -    | -    | -    | -    | -    | -    | -    | -    | -    | -    |
| 哨戒機     | S-2T             | -    | -    | -    | 27   | -    | -    | -    | 11   | -    | -    | -    | -    | -    |
| 哨戒機     | P-3C             | -    | -    | -    | -    | -    | -    | -    | 4    | 12   | 12   | 12   | 12   | 12   |
| 偵察機     | 計               | 4    | 40   | 8    | 3    | 8    | 8    | 8    | 7    | 7    | 7    | 7    | 7    | 5    |
| 偵察機     | RF-86F           | -    | 40   | -    | -    | -    | -    | -    | -    | -    | -    | -    | -    | -    |
| 偵察機     | RF-100A          | 4    | 40   |      |      |      |      |      |      |      |      |      |      |      |
| 偵察機     | RF-101A          | -    | 40   | -    | -    | -    | -    | -    | -    | -    | -    | -    | -    | -    |
| 偵察機     | RF-104G          | -    | 40   | 8    | 3    | -    | -    | -    | -    | -    | -    | -    | -    | -    |
| 偵察機     | RF-5E            | -    | -    | -    | -    | 8    | 7    | 7    | 5    | 5    | 5    | 5    | 5    | 5    |
| 電子戦機   | 計               | -    | -    | -    | -    | 1    | 1    | 1    | 1    | 1    | 1    | 1    | 1    | 1    |
| 電子戦機   | C-130HE          | -    | -    | -    | -    | 1    | 1    | 1    | 1    | 1    | 1    | 1    | 1    | 1    |
| 早期警戒機 | 計               | -    | -    | -    | -    | 4    | 6    | 6    | 6    | 6    | 6    | 6    | 5    | 5    |
| 早期警戒機 | E-2T             | -    | -    | -    | -    | 4    | 4    | 2    | -    | -    | -    | -    | -    | -    |
| 早期警戒機 | E-2K             | -    | -    | -    | -    | -    | 2    | 4    | 6    | 6    | 6    | 6    | 5    | 5    |
| 救難機     | 計               | -    | -    | 8    | 8    | -    | -    | -    | -    | -    | -    | -    | -    | -    |
| 救難機     | HU-16B           | -    | -    | 8    | 8    | -    | -    | -    | -    | -    | -    | -    | -    | -    |
| 輸送機     | 計               | -    | 130  | 132  | 87   | 39   | 39   | 39   | 34   | 33   | 33   | 33   | 33   | 33   |
| 輸送機     | DC-4/C-54        | 2    | -    | -    | -    | -    | -    | -    | -    | -    | -    | -    | -    | -    |
| 輸送機     | DC-6B/C-118      | -    | 2    | 2    | 2    | -    | -    | -    | -    | -    | -    | -    | -    | -    |
| 輸送機     | B-720B           | -    | -    | 1    | 1    | -    | -    | -    | -    | -    | -    | -    | -    | -    |
| 輸送機     | B-727-100        | -    | -    | -    | 4    | 4    | 4    | 4    | -    | -    | -    | -    | -    | -    |
| 輸送機     | B-737-800        | -    | -    | -    | 1    | 1    | 1    | 1    | 1    | 1    | 1    | 1    | 1    | 1    |
| 輸送機     | Beech 1900       | -    | -    | -    | 12   | 10   | 10   | 10   | 10   | 10   | 10   | 10   | 10   | 10   |
| 輸送機     | Fokker-50        | -    | -    | -    | -    | 3    | 3    | 3    | 3    | 3    | 3    | 3    | 3    | 3    |
| 輸送機     | C-46             | -    | 30   | 30   | -    | -    | -    | -    | -    | -    | -    | -    | -    | -    |
| 輸送機     | C-47             | -    | 50   | 50   | 8    | 2    | 2    | -    | -    | -    | -    | -    | -    | -    |
| 輸送機     | C-123            | -    | 10   | 10   | 10   | -    | -    | -    | -    | -    | -    | -    | -    | -    |
| 輸送機     | C-119            | -    | 40   | 40   | 35   | -    | -    | -    | -    | -    | -    | -    | -    | -    |
| 輸送機     | C-130H           | -    | -    | -    | 12   | 19   | 19   | 19   | 19   | 19   | 19   | 19   | 19   | 19   |
| 練習機     | 計               | -    | -    | 176  | 205  | 76   | 78   | 78   | 98   | 97   | 97   | 97   | 96   | 118  |
| 練習機     | PL-1B            | -    | -    | 55   | -    | -    | -    | -    | -    | -    | -    | -    | -    | -    |
| 練習機     | T-28A            | -    | -    | ○    | ○    | -    | -    | -    | -    | -    | -    | -    | -    | -    |
| 練習機     | T-CH-1           | -    | -    | 50   | 40   | -    | -    | -    | -    | -    | -    | -    | -    | -    |
| 練習機     | T-33A            | -    | -    | 32   | 30   | -    | -    | -    | -    | -    | -    | -    | -    | -    |
| 練習機     | T-34C            | -    | -    | -    | 42   | 42   | 42   | 42   | 42   | 42   | 42   | 42   | 42   | 42   |
| 練習機     | T-38A            | -    | -    | 30   | 30   | -    | -    | -    | -    | -    | -    | -    | -    | -    |
| 練習機     | AT-3             | -    | -    | -    | 60   | 36   | 36   | 36   | 56   | 55   | 55   | 55   | 54   | 54   |
| 練習機     | T-BE5A           | -    | -    | -    | -    | -    | -    | -    | -    | -    | 2    | 10   | 27   | 27   |

### 回転翼機
| 種別     | 種別 | 種別      | 1961 | 1970 | 1980 | 1990 | 2000 | 2005 | 2010 | 2015 | 2020 | 2021 | 2022 | 2023 | 2024 |
| 計       | 計   | 計        | -    | 16   | 18   | 18   | 18   | 17   | 17   | 19   | 20   | 19   | 19   | 19   | 19   |
| -------- | ---- | --------- | ---- | ---- | ---- | ---- | ---- | ---- | ---- | ---- | ---- | ---- | ---- | ---- | ---- |
| 救難ヘリ | SAR  | H-19      | ○    | -    | -    | -    | -    | -    | -    | -    | -    | -    | -    | -    | -    |
| 救難ヘリ | SAR  | HH-1H     |      | 9    | 9    | -    | -    | -    | -    | -    | -    | -    | -    | -    | -    |
| 救難ヘリ | SAR  | UH-1H     | -    | 7    | 9    | -    | -    | -    | -    | -    | -    | -    | -    | -    | -    |
| 救難ヘリ | SAR  | S-70C-1/6 | -    | -    | -    | 18   | 18   | 17   | 17   | 16   | 2    | 2    | 2    | 2    | 2    |
| 救難ヘリ | SAR  | EC225     | -    | -    | -    | -    | -    | -    | -    | 3    | 3    | 3    | 3    | 3    | 3    |
| 救難ヘリ | SAR  | UH-60M    | -    | -    | -    | -    | -    | -    | -    | -    | 15   | 14   | 14   | 14   | 14   |

### ミサイル発射機
| 種別           | 種別 | 種別      | 1961 | 1970 | 1980 | 1990 | 2000 | 2005 | 2010 | 2015 | 2020 | 2021 | 2022 | 2023 | 2024 |
| 地対地ミサイル | GLCM | 計        | -    | -    | -    | -    | -    | -    | -    | 24+  | 24+  | 24+  | 24+  | 269+ | 269+ |
| -------------- | ---- | --------- | ---- | ---- | ---- | ---- | ---- | ---- | ---- | ---- | ---- | ---- | ---- | ---- | ---- |
| 地対地ミサイル | GLCM | 雄風2E    | -    | -    | -    | -    | -    | ○    | ○    | ○    | ○    | ○    | ○    | 245+ | 245+ |
| 地対地ミサイル | GLCM | 雲峰      | -    | -    | -    | -    | -    | -    | -    | -    | -    | -    | ○    | ○    | ○    |
| 地対地ミサイル | SRBM | 天弓IIS型 | -    | -    | -    | 4    | 4    | 4    | -    | -    | -    | -    | -    | -    | -    |
| 地対地ミサイル | SRBM | 天弓IIB型 | -    | -    | -    | -    | -    | 24+  | 24+  | 24+  | 24+  | 24+  | 24+  | 24+  | 24+  |

### 対空火器
| 種別     | 種別  | 種別                | 1961 | 1970 | 1980 | 1990 | 2000 | 2005 | 2010 | 2015 | 2020 | 2021 | 2022 | 2023 | 2024 |
| ミサイル | SAM   | 計                  | -    | -    | 18+  | 21+  | 45+  | 45+  | 51+  | 76+  | 70+  | 71+  | 68+  | 70+  | 70+  |
| -------- | ----- | ------------------- | ---- | ---- | ---- | ---- | ---- | ---- | ---- | ---- | ---- | ---- | ---- | ---- | ---- |
| ミサイル | SAM   | 捷羚                | -    | -    | -    | -    | -    | -    | -    | 24   | 24   | 24   | 24   | 24   | 24   |
| ミサイル | SAM   | RIM-7M シースパロー | -    | -    | -    | -    | 12   | 12   | 12   | 12   | 12   | 12   | 12   | 12   | 12   |
| ミサイル | SAM   | MIM-23              | -    | ○    | 18   | 18   | 18   | 18   | 18   | 18   | 9    | 9    | 2    | 1    | -    |
| ミサイル | SAM   | PAC-2/3             | -    | -    | -    | 3    | 3    | 3    | 9    | 9    | 9    | 9    | 9    | 9    | 9    |
| ミサイル | SAM   | 天弓I型             | -    | -    | -    | -    | ○    | ○    | ○    | ○    | ○    | ○    | ○    | ○    | ○    |
| ミサイル | SAM   | 天弓II型            | -    | -    | -    | -    | 12   | 12   | 12   | 12   | 12   | 12   | 12   | 12   | 12   |
| ミサイル | SAM   | 天弓III型           | -    | -    | -    | -    | -    | -    | -    | 1    | 4    | 5    | 9    | 12   | 12   |
| 対空砲   | TOWED | 計                  | -    | -    | -    | -    | 48   | 48   | 84   | 84   | 84   | 84   | 84   | 84   | 84   |
| 対空砲   | TOWED | GDF-006             | -    | -    | -    | -    | 48   | 48   | 48   | 48   | 48   | 48   | 48   | 48   | 48   |
| 対空砲   | TOWED | T-82T               | -    | -    | -    | -    | -    | -    | 36   | 36   | 36   | 36   | 36   | 36   | 36   |

## 階級

### 士官
| NATO Code | OF-10    | OF-9                     | OF-9                | OF-8                       | OF-7                  | OF-6 | OF-5            | OF-4                       | OF-3          | OF-2            | OF-1                     | OF-1                      | OF(D)  |
| --------- | -------- | ------------------------ | ------------------- | -------------------------- | --------------------- | ---- | --------------- | -------------------------- | ------------- | --------------- | ------------------------ | ------------------------- | ------ |
| 階級章    | 廃止     |                          |                     |                            |                       | なし |                 |                            |               |                 |                          |                           | なし   |
| 階級      | 特級上将 | 一級上将（Full general） | 二級上将（General） | 中将（Lieutenant general） | 少将（Major general） |      | 上校（Colonel） | 中校（Lieutenant colonel） | 少校（Major） | 上尉（Captain） | 中尉（First lieutenant） | 少尉（Second lieutenant） | 軍校生 |

#### 下士官及び兵
| NATO Code | OR-9                                      | OR-8                                       | OR-7                                      | OR-6                   | OR-5             | OR-4             | OR-3                    | OR-2                         | OR-1             |
| --------- | ----------------------------------------- | ------------------------------------------ | ----------------------------------------- | ---------------------- | ---------------- | ---------------- | ----------------------- | ---------------------------- | ---------------- |
| 階級章    |                                           |                                            |                                           |                        |                  |                  |                         |                              |                  |
| 階級      | 一等士官長（First class master sergeant） | 二等士官長（Second class master sergeant） | 三等士官長（Third class master sergeant） | 上士（Staff Sergeant） | 中士（Sergeant） | 下士（Corporal） | 上等兵（Senior airman） | 一等兵（Airman first class） | 二等兵（Airman） |

## 旗

軍旗
司令官旗
上級大将旗
大将旗
中将旗
少将旗
大佐旗